# Bonamia alternifolia
Bonamia alternifolia là một loài thực vật có hoa trong họ Bìm bìm. Loài này được J. St.-Hil. mô tả khoa học đầu tiên năm 1805.